# Otto Grautoff

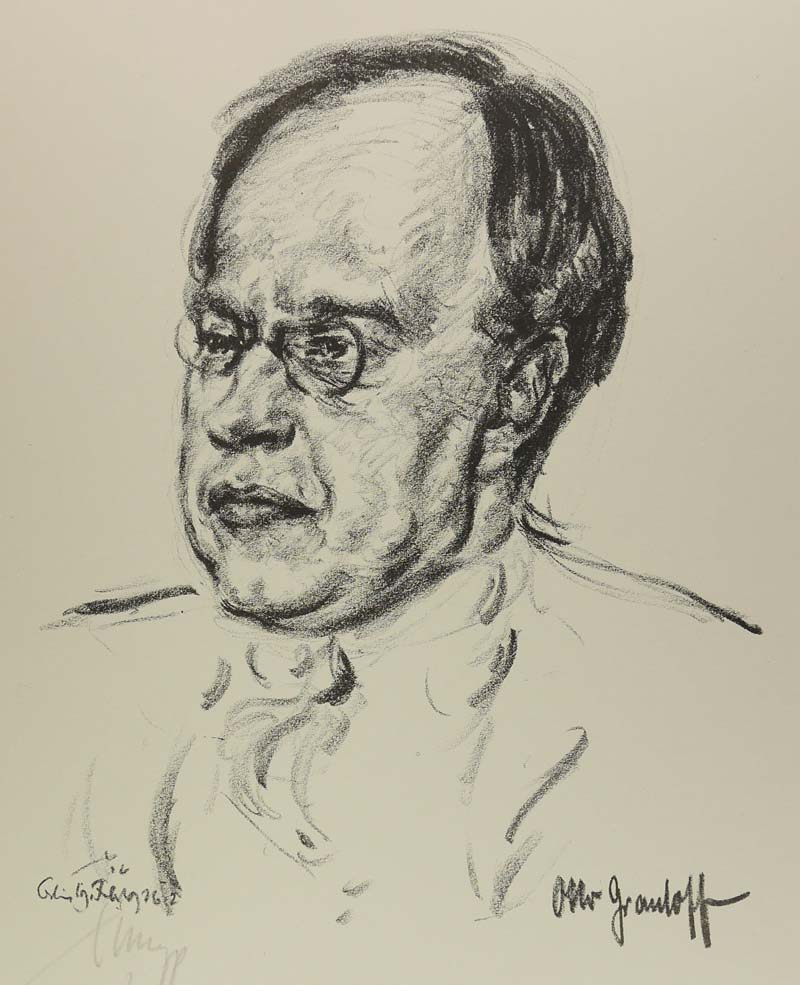
Emil Stumpp: Otto Grautoff (1926)

Otto Nikolas Grautoff (* 31. Mai 1876 in Lübeck; † 27. April 1937 in Paris) war ein deutscher Kunsthistoriker, Romanist, Journalist und Übersetzer.

## Leben
Otto Grautoff entstammte einer Lübecker Familie, sein Vater Ferdinand Grautoff war dort Buchhändler, sein Großvater Ferdinand Heinrich Grautoff war Professor am Katharineum zu Lübeck und Leiter der dortigen Stadtbibliothek gewesen.
Grautoff besuchte das Progymnasium Dr. Bussenius und ebenfalls das Katharineum; über die gemeinsame Schulzeit hinaus war er mit Thomas Mann befreundet. Dessen Briefe an Grautoff (1894–1901) sind heute eine wichtige Quelle zur Beurteilung der Entstehung der Buddenbrooks; Mann porträtierte ihn darin als „Kai“. Grautoff promovierte über die Jugendjahre Nicolas Poussins und markierte so für die Zukunft seinen Arbeitsschwerpunkt in den deutsch-französischen Kulturbeziehungen.
Verheiratet war Grautoff mit Erna, geborener Heinemann (1888–1949), ebenfalls Kunsthistorikerin, Romanautorin und Übersetzerin französischer und englischer Lyrik. Das Paar hatte drei Töchter, Barbara, Uta und Christiane. Die letztgeborene Christiane Grautoff (1917–1974), eine Schauspielerin und bereits als Kind ein Star auf der Bühne und im Film, heiratete am 20. Mai 1935 den Dramatiker und politischen Essayisten Ernst Toller (1893–1939). Der Journalist und Autor Ferdinand Grautoff (1871–1935) war Otto Grautoffs Bruder.
Grautoff war Hauptschriftführer der von ihm ins Leben gerufenen und in Berlin verlegten Monatsschrift „Deutsch-Französische Rundschau“, Schwesterzeitschrift der in Paris erschienenen Revue d'Allemagne, (Mitherausgeber neben Grautoff waren: Heinrich Eduard Jacob, Rudolf Meerwarth, Fritz Norden, Edgar Stern-Rubarth, Maurice Le Boucher, Edmond Jaloux, Henri Lichtenberger sowie Gottfried Salomon-Delatour). Die „Deutsch-Französische Rundschau“ erschien von Januar 1928 bis Juni 1933. 1928 gründete Grautoff die „Deutsch-Französische Gesellschaft“ (DFG) (damals noch unter dem Namen „Gesellschaft der deutsch-französischen Rundschau“) in Berlin. Grautoff musste 1933 aus Deutschland fliehen. Die verwaiste DFG wurde 1934 durch die Nazis verboten.
Grautoff starb 1937 in der Emigration in Paris an einem Herzschlag unmittelbar vor seiner Abreise nach New York.

## Schriften (Auswahl)

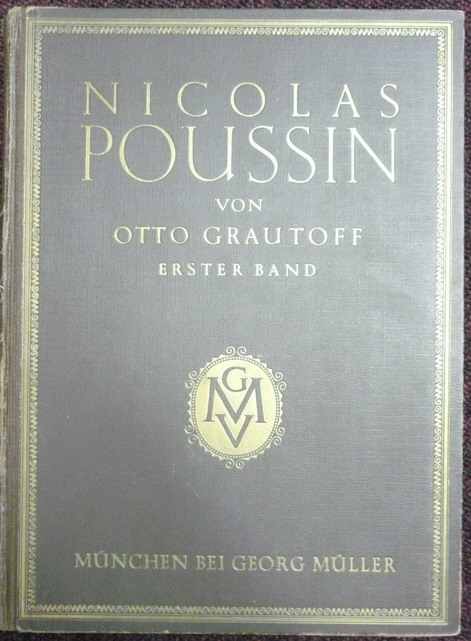

- Nicolas Poussins Jugendjahre. Dissertation, Bern 1914; unter dem Titel Nikolas Poussin: Sein Leben und sein Werk erschien das Werk ebenfalls 1914 im G. Müller Verlag, München & Leipzig.
- Das moderne Plakat, 1898.
- Die Entwicklung der modernen Buchkunst in Deutschland. Leipzig, Verlag H. Seemann, 1901.
- Gemeinsam mit Wilhelm Waetzoldt, Maurice Barrès und Albert Bartholomé: Kunstverwaltung in Deutschland und Frankreich im Urteil … sowie nach französischen Kammerberichten und deutschen Dokumenten. Bern 1915.
- Moritz von Schwind, 1904.
- Gemeinsam mit Erna Grautoff: Die lyrische Bewegung im gegenwärtigen Frankreich: Eine Auswahl, Diederichs, Jena 1911.
- Nicolas Poussin: sein Werk und sein Leben. 2 Bände, München 1914.
- Auguste Rodin, Leipzig 1908.
- Lübeck. Reihe Stätten der Kultur, Band 9 (mit Illustrationen von Fidus), Leipzig 1908.
- Exzentrische Liebes- und Künstlergeschichten. Leipzig 1907.
- Formzertrümmerung und Formaufbau in der bildenden Kunst. Berlin 1919.
- Die Gemäldesammlungen Münchens: ein kunstgeschichtlicher Führer durch die Königliche ältere Pinakothek, das Königliche Maximilianeum, die Sammlung des Freiherrn von Lotzbeck, die Schackgalerie, die Königliche neue Pinakothek. Leipzig 1907.
- Die neue Kunst. Berlin 1921.
- Die französische Malerei seit 1914. Berlin 1921
- Wilhelm Wagner – Skizzenbuch. Berlin: Verlag Fritz Gurlitt, 1922 (Gesamtauflage 300 Exemplare, davon X Exemplare als Vorzugsausgabe).
- Ferdinand von Rayski, Band IV der Reihe Grote’sche Sammlung von Monographien zur Kunstgeschichte, G. Grote’sche Verlagsbuchhandlung, Berlin 1923.
- Die Malerei im Barockzeitalter in Frankreich und Spanien. Band 2 der Barockmalerei in den romanischen Ländern. Potsdam 1928, Akademische Verlagsgesellschaft Athenaion m.b.H, Wildpark-Potsdam.
- als Hg.: von der Marwitz, Bernhard: Eine Jugend in Dichtung und Briefen an G. von Seckendorff, J. von Winterfeldt und andere. Sibyllen-Verlag, Dresden 1924, mit 4 Abb. Götz von Seckendorff, Joachim von Winterfeldt-Menkin